# 磯海水浴場

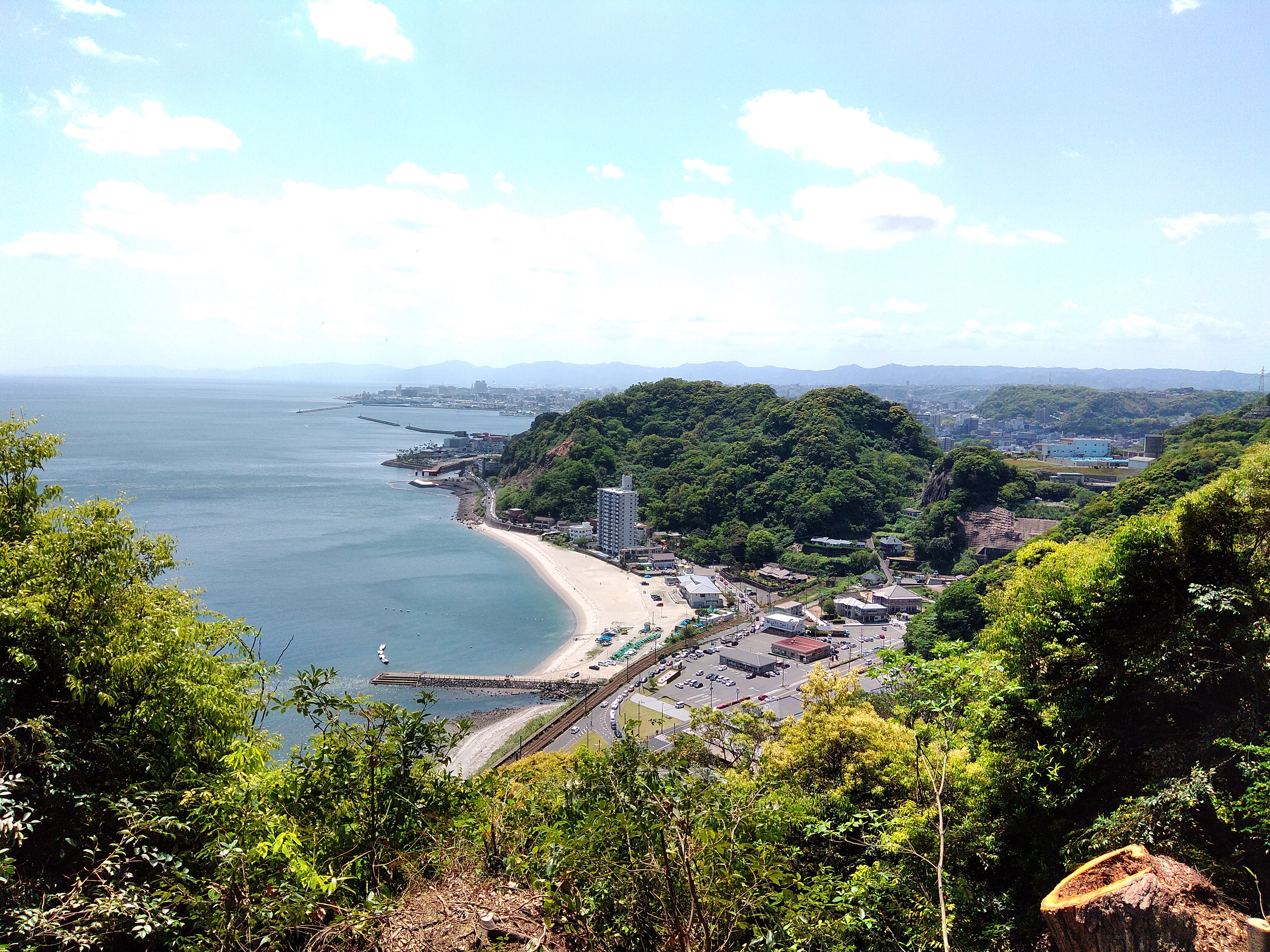
仙厳園から磯海水浴場を望む

磯海水浴場（いそかいすいよくじょう）は鹿児島県鹿児島市吉野町にある鹿児島湾（錦江湾）に面する海水浴場である。

## 特徴
錦江湾に面しており反対岸には雄大な桜島を望むことができる。鹿児島市街にも近く、夏期になると多数の海水浴客が訪れ、国道10号は連日渋滞が発生する。
各団体の遠泳大会が桜島 - 磯海水浴場間で行われる。鹿児島市立清水小学校と鹿児島市立松原小学校が実施している行事『錦江湾横断遠泳大会』が全国的に有名であり、2008年には『チェスト!』として映画化されている。また、遠泳大会では磯海水浴場はゴールとなることが多い。
周辺には島津氏ゆかりの仙巌園や尚古集成館などがある。

## 概要
- 所在地：鹿児島県鹿児島市吉野町

北緯31度36分54秒 東経130度34分30秒 / 北緯31.61500度 東経130.57500度座標: 北緯31度36分54秒 東経130度34分30秒 / 北緯31.61500度 東経130.57500度
- 営業期間：7月7日〜8月下旬まで
- 営業時間: 午前10時〜午後6時
- 最寄りの駅：JR鹿児島本線・日豊本線 鹿児島駅から徒歩約20分
- 最寄りの道路：国道10号
- 車のアクセス：桜島フェリー北埠頭から国道10号鹿児島北バイパス経由2km
- 駐車場：有り（50台、有料）
- 自動販売機：有り
- 海の家：有り（1か所）
- トイレ：有り
- 身障者用トイレ：有り

## 周辺アクセス
- 鹿児島空港から九州自動車道経由、車で40分
- JR鹿児島中央駅から車25分
- 民営バス3社・カゴシマシティビューで「磯庭園前」下車、徒歩3分
- JR日豊本線 仙巌園駅

## 周辺施設
- 仙厳園
- 尚古集成館
- 磯天神
- 石橋記念公園